# Pfarrhaus (Großkitzighofen)

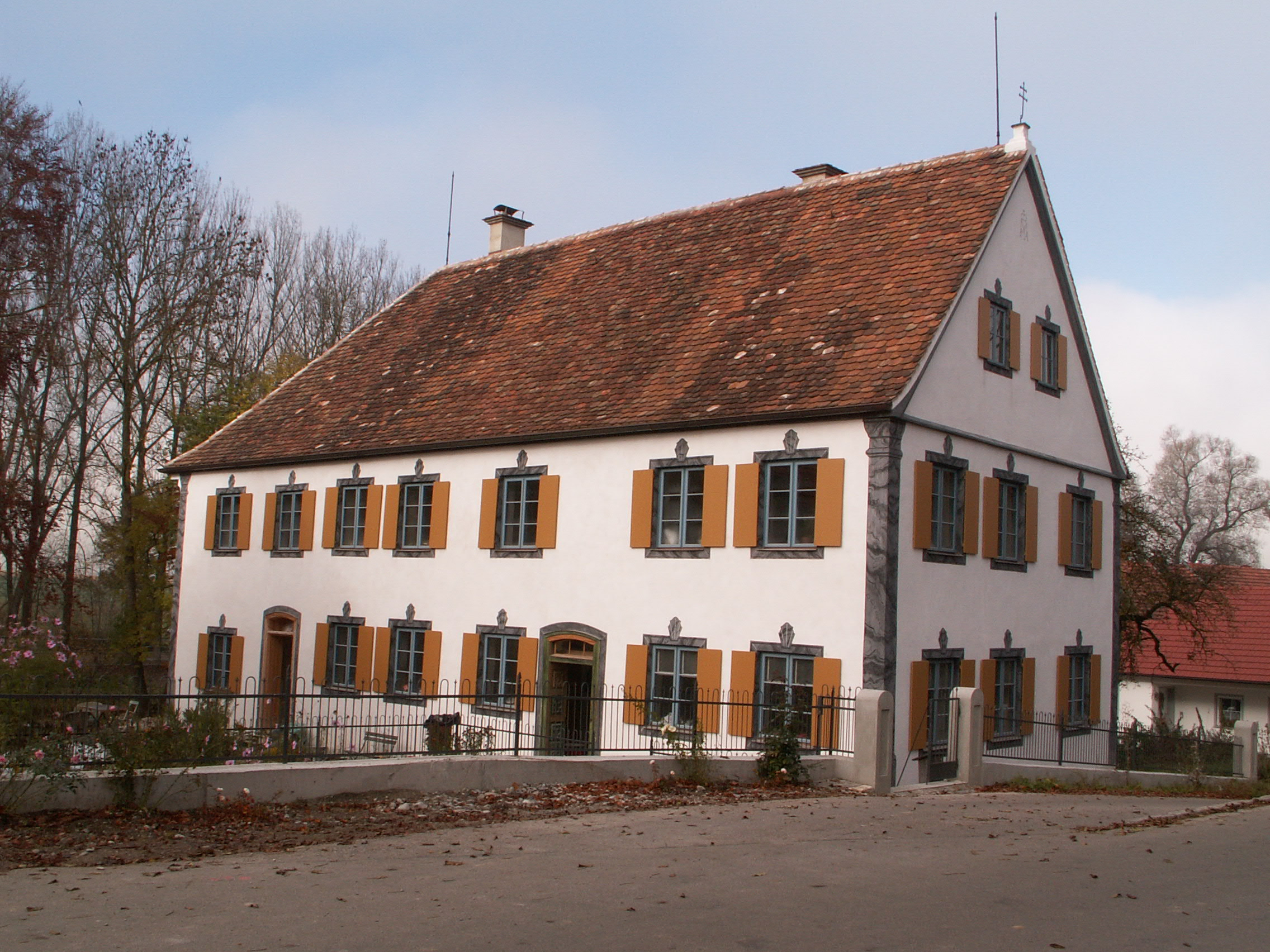
Ehemaliges Pfarrhaus in Großkitzighofen

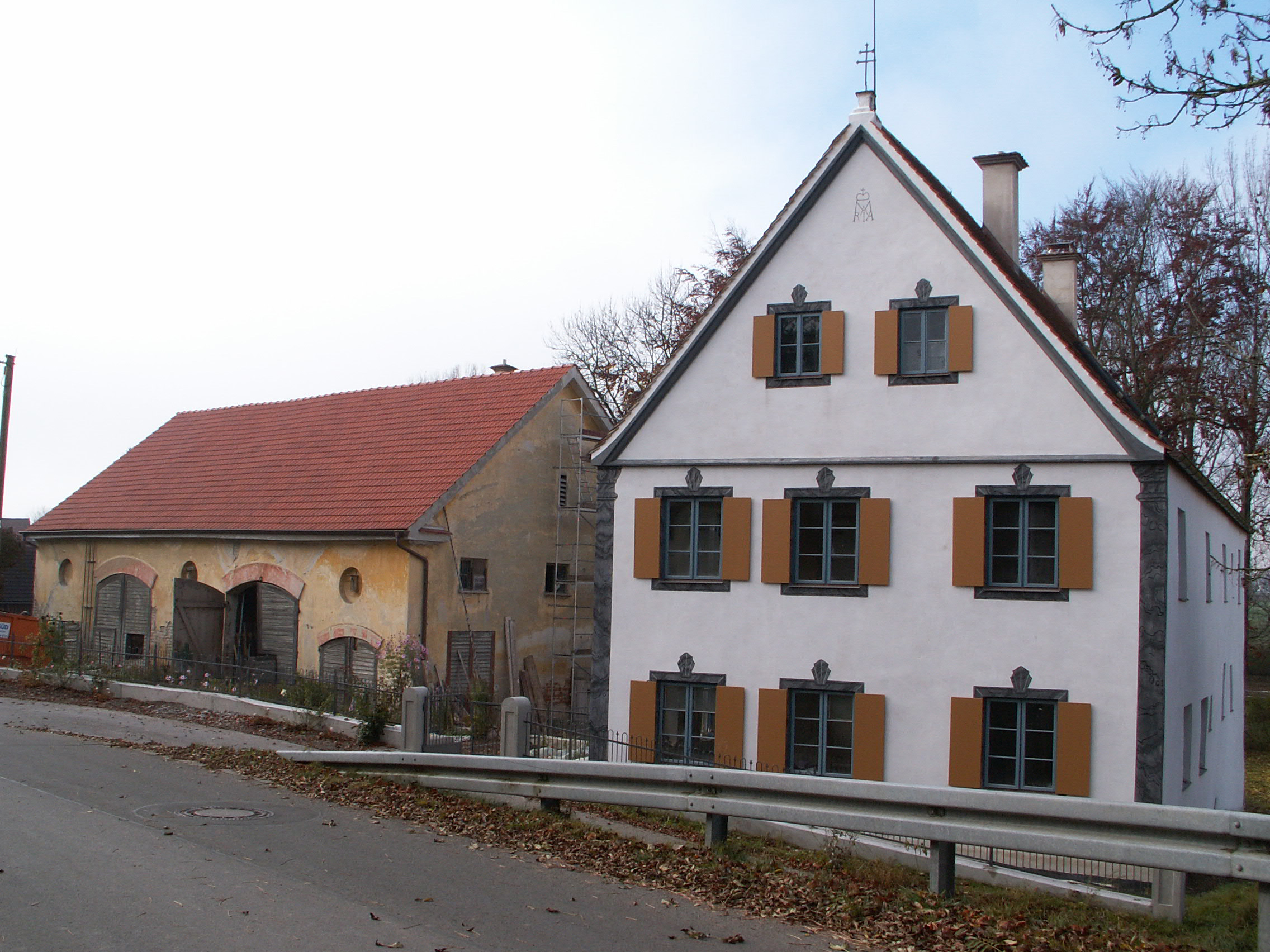
Pfarrhof mit Pfarrstadel während der Restaurierung, Oktober 2005

Der Pfarrhof in Großkitzighofen, einem Gemeindeteil von Lamerdingen im Landkreis Ostallgäu im bayerischen Regierungsbezirk Schwaben, mit der Adresse Am Brunnen 1, nördlich der katholischen Pfarrkirche St. Stephan, ist ein geschütztes Baudenkmal.

## Beschreibung
Das ehemalige Pfarrhaus ist ein zweigeschossiger Satteldachbau und wurde 1652/54 mit fünf zu drei Fensterachsen errichtet und 1770 um zwei Achsen mit Vollwalm nach Westen erweitert und nochmals 1855 umgestaltet. Dabei wurden die Fenster vergrößert und eine neue Innentreppe und Haustüre installiert. Die Fenster werden von gemalten Faschen geschmückt und besitzen Holzläden. Im Inneren haben sich aus dem 17. Jahrhundert die originalen Dielenböden mit Intarsien, eine einfache Stuckdecke sowie Türen und andere Details aus dem 17. bis 19. Jahrhundert erhalten.
Der zugehörige Pfarrstadel ein repräsentativer Mauerwerksbau mit symmetrischer Fassadengestaltung mit stichbogigen Öffnungen wurde 1838/39 erbaut.
Das Pfarrhaus wurde in den Jahren 2004/06 denkmalgerecht saniert und u. a. mit Denkmalpreisen des Bezirks Schwaben und des Landkreises Ostallgäu ausgezeichnet. Am Stadel wurden nur substanzsichernde Maßnahmen durchgeführt, jedoch um das Ensemble abzuschließen, 2017 die Schauseiten des Pfarrstadels in rekonstruierter Farbigkeit ergänzt.